# Carole Pateman

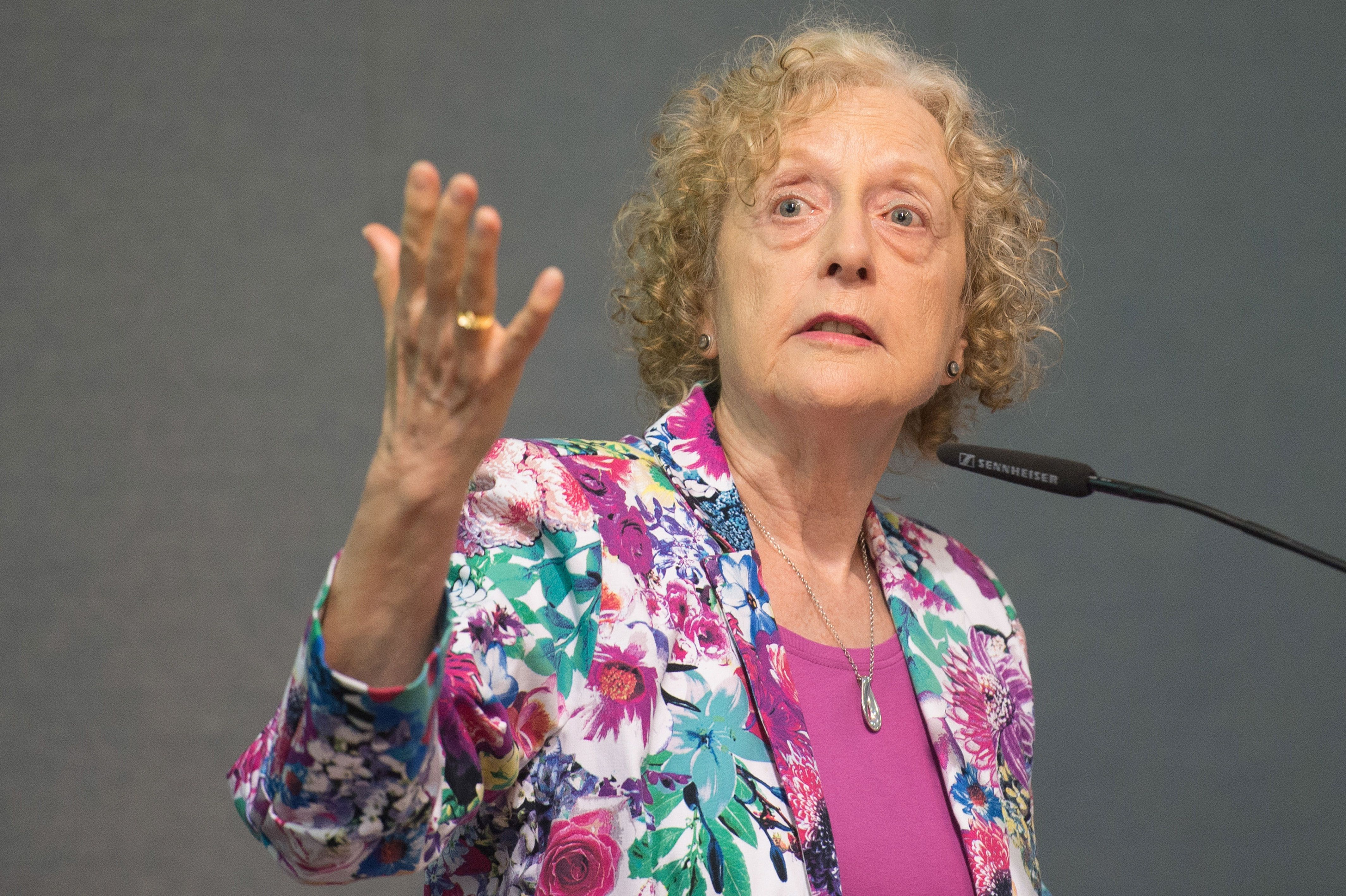
Carole Pateman 2015.

Carole Pateman, född 11 december 1940 i Maresfield, East Sussex, är en brittisk statsvetare med inriktning på genus och medborgarskaplig teori. Hennes mest kända böcker är Participation and Democratic Theory från 1970 och The Sexual Contract från 1988. Hon har haft en internationell karriär och bor och verkar för närvarande i USA vid Department of Political Science, University of California at Los Angeles (UCLA). 2012 fick hon det prestigefyllda Skytteanska priset.

## Biografi
Carole Pateman föddes i en arbetarklassfamilj i en stad i Sussex i England. Hon började på en lokal flickskola, som hon lämnade vid sexton års ålder. Hon är fortfarande den enda medlemmen ur sin familj som studerat vid universitet. Hon påbörjade sin akademiska karriär när hon vann en plats på Ruskin College 1963. En av hennes klasskamrater var där John Prescott, före detta vice premiärminister i Storbritannien. Efter detta började hon läsa vid Oxford University, där hon avlade doktorsexamen.
Patemans karriär har varit internationell, med läraruppdrag och gästforskning i Europa, Australien och Nordamerika. Hon har varit aktiv inom statsvetenskapen, som ordförande för Australiens statsvetenskapliga förening, i styrelsen för Amerikas statsvetenskapliga förening och som första kvinnliga ordförande för den Internationella statsvetenskapliga föreningen från 1991 till 1994 (föreningen grundades 1949). Hon valdes som medlem till American Academy of Arts and Sciences 1996. För närvarande undervisar hon vid statsvetenskapliga fakulteten vid University of California at Los Angeles (UCLA).

## Tänkande

### The Sexual Contract
Carole Pateman blev internationellt känd med boken Participation and Democratic Theory, där hon pläderade för ett deltagardemokratiskt synsätt. Trots en socialistisk grunduppfattning grundade hon sin deltagardemokratiska teori på 1800-talsliberalen John Stuart Mills teorier. Hon var också påverkad av Rousseau. Pateman kritiserade den demokratiteori som lanserades av nationalekonomen Joseph Schumpeter i sin bok Capitalism, Socialism and Democracy från 1942. Schumpeter pläderade för ett elitistiskt styre med så lite folkligt deltagande som möjligt. För honom var innebar skillnaden mellan demokrati och diktatur främst att folket i en demokrati kunde välja mellan flera konkurrerande eliter. Pateman pläderade för en återgång till en demokrati med stort inslag av folkligt deltagande - s.k. deltagardemokrati eller participatorisk demokrati.
Senare blev Pateman känd för sin bok The Sexual Contract från 1988, vilket är en feministisk kritik av kontraktsteorin. Pateman menar att det till synes könlösa perspektivet i traditionell filosofi i själva verket döljer ett patriarkalt synsätt. Om man frågar sig i vilken historisk kontext våra västerländska idéer rörande politisk-filosofiska frågor utvecklades i, kommer man snart fram till att det var i patriarkala förutsättningar som aldrig ifrågasattes. Därför, menar Pateman, är många av våra begrepp i sig patriarkala. I boken använder hon sig av en historisk-genetisk-kontextuell kritik för att undersöka olika filosofiska idéer. Enligt Pateman kan man inte avlägsna de "smittade" delarna i teorier som innehåller sexism, rasism med mera, utan man måste dekonstruera dem för att sedan återskapa dem.
Det moderna patriarkatet yttrar sig enligt Pateman som en kontraktsgrundad "broderspakt" som strukturerar hela det västerländska kapitalistiska civila samhället. En generell kritik hon för fram är mot kontraktsteorin, i synnerhet John Lockes variant. Hon bortser medvetet alla distinktioner som finns mellan olika kontraktsteorier. Hon menar att vi idag bara vet, eller vill veta, halva historien om detta, nämligen att det endast handlar om männens frigörelse. Förr i tiden var detta underförstått, idag är det ibland gömt. Samhället ställs idag i kontrast till den privata sfären, som enligt henne är en kvarleva från denna tid.
Kärnan i hennes resonemang grundas i en debatt på 1600-talet i England, mellan de klassiska patriarkalisterna (exempelvis Robert Filmer) och kontraktsteoretikerna. Filmers huvudverk hette Patriarcha och gick ut på att lag, rätt och makt endast kan förstås som resultatet av en mans vilja. All rätt att härska grundas, enligt denna Patemans tolkning av Filmer, i Guds givande av makt till Adam. Rätten ligger i själva faderskapet, med början hos fadern Gud. Politisk makt och familjemakt är samma sak. Det patriarkala består av paternalism och maskulinism. Paternalismen rör förhållandet mellan far och son samt kung och undersåte; maskulinism rör förhållandet mellan man och kvinna. Mannens maskulina rätt föregår den paternalistiska, och ges också av Gud. Det Locke och andra vände sig mot var den paternalistiska delen i patriarkalismen. Locke menade att familjen och samhället är helt olika fenomen. Alla män föds fria och jämlika. Dock kvarstod maskulinismen och, enligt Pateman, absorberades i det politiska tänkandet. Kvinnans underordning bestäms enligt detta tänkesätt av naturen. Locke slog explicit fast detta, medan andra accepterade det tyst. Thomas Hobbes verkar exempelvis skriva om kvinnor som objekt och den franske filosofen Rousseaus skrifter var starkt sexistiska.
Pateman menar att kontraktstanken endast hanterar män som ingående parter. Endast de fria och jämlika männen räknas. Samhällskontraktet var ursprungligen också ett kontrakterande om kvinnor. Betydelsen av det "civila samhället" utesluter kvinnor och individbegreppet innefattar endast män. På grund av att begreppen uppkommit i denna kontext är de fortfarande idag suspekta. Ett modernt exempel är den politiske filosofen John Rawls tänkta representanter i ursprungspositionen, som är familjefäder. Detta drag i teorin, tänker sig Rawls, är tänkt att skydda kommande generationers intressen, men det har kritiserats hårt av feminister, däribland Pateman.
En del har kritiserat Pateman genom att slå fast att den moderna politiska filosofin alltid färgas på olika sätt av den historiska politiska filosofin. Så länge som det man ogillar inte ingår explicit och inte är avgörande i ett resonemang så är Patemans kritik inget problem för teorierna, menar många. Om man kan omformulera teorier så att de inbegriper båda kvinnor och män så kan allting räddas. Hennes metod är kontroversiell. 

### Basinkomst
Pateman har argumenterat för basinkomst ur ett medborgerligt, demokratiskt och feministiskt perspektiv. För att nå de fulla fördelarna med basinkomst (för jämställdhet, demokrati och miljö) menar hon dock att det är av stor vikt att basinkomsten inte sätts på en för låg summa. Enligt Carole Pateman bör basinkomst, eller medborgarlön, betraktas som en naturlig medborgerlig rättighet, på liknande sätt som till exempel rösträtten.

### Böcker
- 1989 – The Disorder of Women: Democracy, Feminism, and Political Theory. Polity Press.
- 1988 – The Sexual Contract. Polity Press.
- 1979 – The Problem of Political Obligation: A Critical Analysis of Liberal Theory. John Wiley and Son.
- 1970 – Participation and Democratic Theory. Cambridge Univ. Press.

### Redigerade böcker
- 1991 – Feminist Interpretations and Political Theory. (samarbete med M. Shanley) Polity Press, 1991.
- 1986 – Feminist Challenges: Social and Political Theory. (samarbete med Elizabeth Gross) Allen and Unwin.
- 1985 – Women, Social Science, and Public Policy. (samarbete med J. Goodnow) Academy of Social Sciences in Australia.
- 1983 – Politics (särskild politisk upplaga av Journal of the Australasian Political Studies Assoc.), Vol. 18, No. 2.
- 1981 – Directory of Women Political Scientists in Australia. (samarbete med M. Sawer) Australasian Political Studies Association.

### Videofilmer
- The Equivalent of the Right to Land, Life, and Liberty? – Democracy and the Idea of a Basic Income. [4]